# Szerhij Pataki lefejezése
Szerhij Pataki (ukránul: Сергій Потокі) az Ukrán szárazföldi erők katonájaként szolgált a 2022-es ukrajnai háborúban. Valószínűleg a bahmuti csata során esett orosz hadifogságba. Orosz katonák lefejezték Patakit és videóra vették a kivégzést. A felvétel 2023. április 11-én került fel az internetre, elsőként oroszpárti közösségi médiaoldalak osztották meg. A különleges kegyetlenséggel elkövetett gyilkosságot ábrázoló videót többen az egész háború legmegrázóbb felvételeként aposztrofálták és az Iszlám Állam nyilvánosan közzétett lefejezéseihez hasonlították. Az egyik legnagyobb nyilvánosságot kapott orosz háborús bűncselekmény az invázió kezdete óta.

## A videó
A felvételt az interneten elsőként Vlagyiszlav Pozdnakov, a szélsőjobboldali, fasiszta Muzsszkoje Goszudarsztvo (Férfi Állam) nevű párt alapítója tette közzé Telegram-csatornáján, 2023. április 11-én, 22 óra 40 perckor.
A videó elején egy földön fekvő, egyenruhás férfi látható, aki az ukrán hadsereg sárga karszalagját viseli. Egy fehér karszalagot és arcot eltakaró símaszkot viselő orosz áll meg fölötte, majd egy késsel perceken át vagdossa a még élő és sikoltozó áldozata nyakát, egészen addig, amíg le nem sikerül vágnia a fejet. A felvétel alatt végig további férfiak állnak körben, és hangosan biztatják az elkövetőt. A következőket ordítják oroszul: „Dolgozunk, testvérek!” (orosz nacionalista körökben használt jelmondat), „Vágd le, bazmeg!”, „Törd el a gerincét!”, „Na mi lesz, sosem vágtál még le fejeket?” és „Egészen a végéig, bazmeg!” Miután befejeződik a kivégzés, megmutatnak egy véres golyóálló mellényt a kamerának, amelyen az ukránok felségjelzése látható. A háttérben hallatszódik egy rádióbeszélgetés részlete is, ahol egy „Varjag” kódnevű katonát hívnak. A felvétel végén a kamerát tartó férfi rámutat a levágott fejre, és azt mondja: „Baszd bele egy zsákba. És küldd el a parancsnoknak!”

## Vizsgálat
2023. április 12-én az SZBU vizsgálatot indított az ügyben, az elkövetőket háborús bűncselekmény elkövetésével, az ukrán büntető törvénykönyv 438. cikkelyének 2. paragrafusának megsértésével vádolják. A hadifoglyok bántalmazását az oroszok által aláírt genfi egyezmények is tiltják.

### Az áldozat azonosítása
Az áldozatot az ukrán hatóságok április 21-én azonosították: a 30 éves Szerhij Pataki a kárpátaljai Nagyszőlősön élt. A városban jelentős magyar közösség él, és Pataki vezetékneve is jellegzetesen magyar. A férfi feleségével, valamint két gyermekével, 2023-ban 6 éves lányával és másfél éves fiával élt együtt, a helyi piacon dolgozott zöldség-gyümölcs árusként. Halálhíre 2023. március 23-án jelent meg az ukrán médiában, kivégzésére valószínűleg valamikor az eltűnését követő időszakban kerülhetett sor. A lefejezést Pataki saját telefonjával vették föl, majd fényképeket készítettek a levágott fejről, és a fotókat elküldték az áldozat ismerőseinek.

### Az elkövetők azonosítása
Az elkövetők kiléte továbbra sem egyértelmű. Az orosz katonák által Szerhij Pataki ismerőseinek elküldött üzenetek aláírásában az „Ahmat, az erő” mondat szerepelt. Ez valószínűleg az Ahmat különleges egységre, más néven kadirovitákra utal, a Ramzan Kadirovhoz hűséges gépesített hadosztály csecsen  katonáira. Másik gyanúsítottként a médiában általában a Wagner-csoport zsoldosait szokták megnevezni; egy Norvégiába szökött volt wagneres katona, Andrej Medvegyev a Gulagu.net nevű oldalnak azt nyilatkozta, hogy a videóban felismerte korábbi bajtársai hívójeleit és hangját.

### Hasonló orosz lefejezések
A Wagner-csoport módszerei között már évek óta szerepelt áldozataik lefejezése; 2017-ben egy hasonló videót forgattak Szíriában, ott szintén levágták (abban az esetben már eszméletlen) áldozatuk fejét és kezeit, majd felgyújtották a holttestet, és fotózkodtak a maradványokkal. A 2022–2023-as ukrajnai háborúban is sorra kerültek ki oroszok által lefejezett holttestekről fényképek és videók; 2023. április 8-án egy videón a Wagner harcosai filmezték le magukat két lefejezett holttesttel, szintén Bahmutnál  április 9-én pedig egy karóra tűzött fejről készült fényképet tettek ki a közösségi médiában.

## Reakciók

### Oroszországban
A háború kezdete óta először reagált az orosz vezetés olyan videóra, amelyen a katonáik háborús bűncselekményt követnek el. A Kreml szóvivője, Dmitrij Peszkov borzalmasnak nevezte a felvételt. Hozzátette ugyanakkor, hogy a „a hamisítványok világában élünk”, meg kell vizsgálni a videó hitelességét, és „ha megerősítést nyer, akkor meg kell találnunk, hogy hol és ki követte el a cselekményt”.
A Wagner-csoport nyíltan neonáci szárnya, a Ruszics a következő üzenetet posztolta ki Telegram-csatornáján: „Meg fogtok lepődni, mennyi ilyen videó fog felbukkanni idővel.” Szövegüket egy mosolygós emodzsival kísérték.

### Ukrajnában
Az estre reagálva az ukrán elnök, Volodimir Zelenszkij a következőképp nyilatkozott: „Senki a világon nem hunyhat szemet afölött, milyen könnyen gyilkolnak ezek a szörnyek. Ez a videó. Az ukrán fogoly kivégzése. Ez a videó azt mutatja, milyen Oroszország, milyen emberek ők.” Andrij Jermak ukrán elnöki tanácsadó kijelentette, hogy „elszámoltatás lesz mindenért.” Ukrajna felszólította a Nemzetközi Bíróságot, hogy vizsgálja ki a bűncselekményt.

### Világszerte
Az ENSZ az eset kapcsán kiadott közleményében „különösen elborzasztónak” nevezte az esetet, hangsúlyozva, hogy sajnos nem elszigetelt esetről van szó. Április 12-én az Európai Bizottság szóvivője, Nabila Massrali újságírói kérdésre válaszolva azt felelte, hogy ha megerősítést nyer a videó hitelessége, az újabb bizonyítéka lesz az orosz invázió embertelen természetének. Csehország elnöke, Petr Pavel az eset kapcsán Oroszországot az Iszlám Államhoz hasonlította.